# Tazza: The High Rollers
Série Tazza
Tazza: The Hidden Card
(2014)
Pour plus de détails, voir Fiche technique et Distribution.
Tazza: The High Rollers (hangeul : 타짜 ; RR : Tajja ; MR : T‘acha) est un film sud-coréen réalisé par Choi Dong-hoon, sorti en 2006.
Il s'agit de l'adaptation du manhwa homonyme de Huh Young-man et Kim Se-yeong, dont l'histoire tourne autour d'un groupe de joueurs invétérés s'adonnant au jeu de cartes coréen hwa-t'u, et du premier volet d'une trilogie avant Tazza: The Hidden Card (2014) et Tazza: One Eyed Jack (2019)
Il connait un succès commercial, avec 5,6 millions d'entrées, et critique, avec de nombreuses récompenses.

## Synopsis
Kim Goni (Cho Seung-woo) a perdu toutes ses économies et l'argent volé à sa famille après avoir été escroqué par des tricheurs professionnels. Afin de le récupérer, il commence à s'entraîner avec l'un des meilleurs joueurs du pays, Mr Pyeong (Baek Yun-shik) et se fait connaître dans différents lieux de jeu à travers le pays. Mme Jeong (Kim Hye-soo), qui dirige une salle de jeu illégal, commence à s'intéresser à lui. Il quitte alors Pyeong pour commencer à travailler pour elle, avec qui il a également un rendez-vous amoureux. Lorsqu'elle est arrêtée, il rencontre son collègue professionnel Gwang (Yoo Hae-jin] et tous deux deviennent partenaires.

## Fiche technique
- Titre original : 타짜
- Titre international : Tazza: The High Rollers
- Réalisation : Choi Dong-hoon
- Scénario : Choi Dong-hoon, d'après le manhwa homonyme de Huh Young-man et Kim Se-yeong
- Musique : Jang Young-gyu
- Décors : Yang Hong-sam
- Costumes : Jo Sang-gyeong
- Photographie : Choi Young-hwan
- Montage : Shin Min-kyeong
- Production : Cha Seung-jae et Kim Mi-hee
- Société de production : Sidus Pictures (en)
- Société de distribution : CJ Entertainment
- Pays de production :  Corée du Sud
- Langue originale : coréen
- Format : couleur
- Genre : comédie
- Durée : 139 minutes
- Date de sortie :
  - Corée du Sud : 28 septembre 2006

## Distribution
- Cho Seung-woo : Kim Goni
- Kim Hye-su : Mme Jeong
- Yoo Hae-jin : Ko Gwang-ryeol
- Baek Yun-shik : M. Pyeong
- Kim Yoon-seok : Agui
- Kim Eung-soo (en) : Kwak Cheol-yong
- Kim Sang-ho (en) : Park Moo-seok
- Lee Soo-kyeong (en) : Hwa-ran
- Kim Jeong-nan (en) : Se-ran
- Huh Young-man (en) (caméo)